# Tas Tepeler
Tas Tepeler (en turco: Taş Tepeler, literalmente, "Colinas pedregosas" ) es un área de tierras altas en la región de Anatolia Suroriental del sudeste de Turquía, cerca de la ciudad de Sanliurfa (Şanlıurfa).
El área tiene varios sitios arqueológicos prehistóricos significativos, incluido el bien conocido de Göbekli Tepe, Patrimonio de la Humanidad, el primero en ser descubierto y otros once sitios arqueológicos del período Neolítico a su alrededor, todos con los característicos obeliscos en forma de 'T': Karahan Tepe, Nevalı Çori, Urfa – región de Yenimahalle, Hamzan Tepe, Sefer Tepe, Taşlı Tepe, Kurt Tepe, Harbetsuvan Tepe, Sayburç y Ayanlar Höyük. Se extiende sobre un área de aproximadamente 200 kilómetros cuadrados en Sanliurfa.
Los obeliscos son característicos del Neolítico precerámico en la región. Parece que estos asentamientos estaban cubiertos de tierra y abandonados, y todos parecían haber desaparecido al final del período Neolítico precerámico B.
El Proyecto Colinas pedregosas (en turco: Taş Tepeler Projesi) es un proyecto de excavaciones arqueológicas en los 12 yacimientos del período Neolítico, concentrados en la provincia de Sanliurfa. Es un proyecto que tiene como objetivo fundamental descubrir el área donde tuvo lugar la revolución neolítica y el cambio de un estilo de vida de cazadores-recolectores a un estilo de vida agrícola y buscar información sobre la vida cotidiana y las creencias de las personas en este período prehistórico.